# Glenea crucifera
Glenea crucifera là một loài bọ cánh cứng trong họ Cerambycidae.